# Goleniów Śląski
Goleniów Śląski (niem. Gallenau, 1945–47 Golanów) – dawna wieś, od 1958 część Kamieńca Ząbkowickiego w jego północno-wschodniej części, w województwie dolnośląskim, w powiecie ząbkowickim, w gminie Kamieniec Ząbkowicki.
Rozpościera się wzdłuż ulicy Wiejskiej.
W latach 1945–1946 siedziba gminy Golanów w powiecie ząbkowickim, w woj. wrocławskim, utworzonej obok krótkotrwałego miasta Kamieniec Ząbkowicki (1945–46). Po zniesieniu miasta Kamieńca w 1946 roku, połączono go z gminą Golanów w nową gminę Kamieniec Ząbkowicki. 2 października 1954 Kamieniec Ząbkowicki, Byczeń i Goleniów Śląski ze zniesionej gminy Kamieniec Ząbkowicki utworzyły gromadę Kamieniec Ząbkowicki. Gromadę Kamieniec Ząbkowicki zniesiono 1 stycznia 1958 zmieniając ją na osiedle, przez co Goleniów Śląski utracił samodzielność wsi, stając się formalnie częścią Kamieńca Ząbkowickiego. 1 stycznia 1973 osiedle Kamieniec Ząbkowicki zniesiono, zmieniając jego typ na wieś, a Goleniów Śląski część wsi. W 2021 Kamieńcowi zostały przywrócone prawa miejskie, przez co Goleniów Śląski stał się częścią miasta.
Nadal istnieje ładownia o nazwie Goleniów Śląski (1917–45 Gallenau Güterbahnhof, 1945–47 Golanów).
Do wojewódzkiego rejestru zabytków wpisana jest kaplica, ul. Leśna 9, 4 ćw. XVIII.